# Васюта Олег Іванович
Васюта Олег Іванович (3 жовтня 1950, м. Ходорів Львівської області, Українська РСР — 5 березня 2025) — радянський і російський офіцер-випробувач, капітан І рангу. Герой Росії (1998).

## Життєпис
Народився 3 жовтня 1950 року в місті Ходорові Львівської області. Українець.
Після закінчення школи мріяв вступити до Чернігівського льотного училища, проте підвело здоров'я. Тому вирішив стати моряком.
З серпня 1967 року в Військово-морському флоті. У червні 1972 року закінчив Калінінградське вище військово-морське училище, і надалі проходив службу на Балтійському флоті.
З серпня 1972 по вересень 1973 року — року командир електронавігаційної групи.
З вересня 1973 року по вересень 1975 року — командир штурманської бойової частини (БЧ-1) підводного човна С-142.
З вересня 1975 року по листопад 1976 року — старший помічник командира підводного човна С-155.
З вересня 1977 по серпень 1978 року — старший помічник командира підводного човна С-187.
У період з листопада 1976 року по липень 1977 проходив навчання у Вищих спеціальних офіцерських класах ВМФ.
З серпня 1978 продовжив службу у військовій частині Міністерства Оборони СРСР, а після розпаду Радянського Союзу — Міністерства Оборони РФ.
З жовтня 2000 року — в запасі. Живе в Санкт-Петербурзі.

## Нагороди
Нагороджений орденом «За особисту мужність» і медалями.